# George Perle
George Perle (født 6. maj 1915 i Bayonne, New Jersey - død 23. januar 2009 i New York City, New York, USA) var en amerikansk komponist, lærer og teoretiker.
Perle studerede komposition og teori på DePaul University, og privat hos Ernst Krenek. Han har skrevet en symfoni, orkesterværker, kammermusik, scenemusik, klaverstykker, sange etc. Perle komponerede i tolvtone stil. Han var lærer i komposition og teori på bl.a. University of Louisville, University of California og University of New York. Han har skrevet teoretiske afhandlinger om den anden Wienerskole.

## Udvalgte værker
- En Kort Symfoni (1980) - for orkester
- 2 Sinfoniettas (1987, 1990) - for orkester